# جعبه‌دنده نیمه‌خودکار

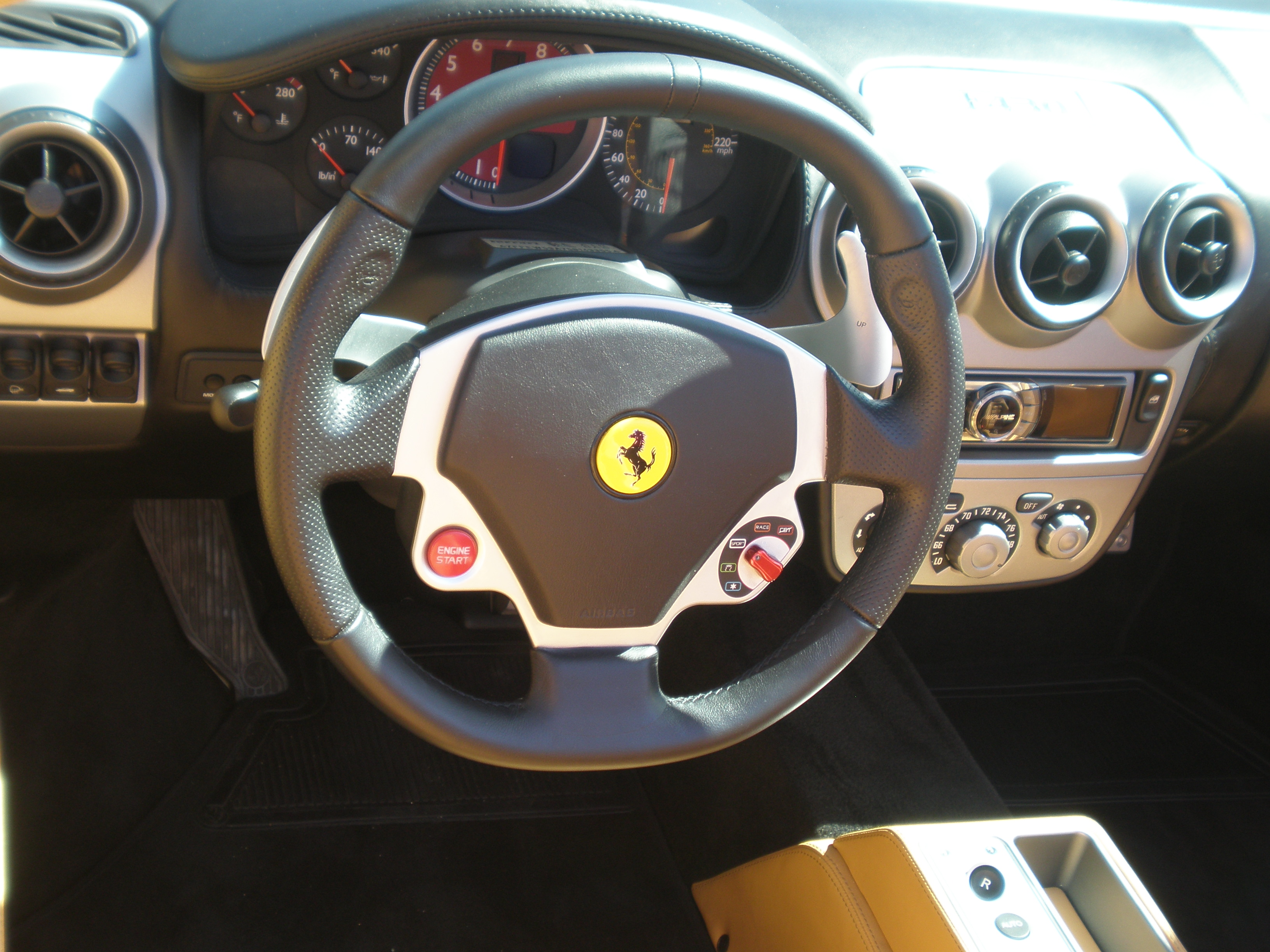
اهرم‌های تعویض دنده، روی فرمان فراری اف۴۳۰

جعبه‌دنده نیمه-خودکار، (به انگلیسی: semi-automatic transmission) گونه‌ای از جعبه‌دنده می‌باشد، که در آن دنده به‌صورت خودکار تعویض نمی‌شود و در حقیقت نوع دیگری از جعبه‌دنده‌های دستی است، که تعویض دنده، با کلاچگیری توسط سامانه‌های الکترونیکی-مکانیکی (هیدرولیکی یا الکتریکی) انجام می‌گیرد.
این نوع جعبه‌دنده‌ها همان گیربکس‌های مرسوم بوده که به سازوکار کنترل رایانه‌ای کلاچ مجهز شده و فاقد پدال کلاچ برای تعویض دنده می‌باشند.
در جعبه‌دنده نیمه-خودکار، حسگرهای اثر هال، تجهیزات پنوماتیکی، واحد پردازش مرکزی یا محرک‌های هیدرولیکی، به جای پدال کلاچ، وظیفه تعویض دنده را بر عهده دارند.
نوع ۷ سرعته این جعبه‌دنده، در یکی از سریع‌ترین خودروهای جهان یعنی بوگاتی ویرون استفاده شده است. در خودروهای سوپراسپرت یا فرمول یک نیز این سامانه مورد استفاده واقع شده، که روی فرمان دو اهرم تعویض دنده قرار داده‌اند تا راننده بتواند بدون نیاز به کلاچ و تنها با فشردن اهرم‌ها، عمل تعویض دنده را به صورت ترتیبی انجام دهد.
نوع ۵ سرعته آن در خودروهای سدان سبک و کوچک کاربرد فراوانی پیدا کرده و نوع ۷ سرعته آن در خودروهای سوپر اسپرت و مسابقه‌ای و همچنین خودروهای هیبریدی استفاده می‌گردد.